# Nothopleurus bituberculatus
Nothopleurus bituberculatus är en skalbaggsart som först beskrevs av Palisot de Beauvois 1805.  Nothopleurus bituberculatus ingår i släktet Nothopleurus och familjen långhorningar.
Artens utbredningsområde är:
- Kuba.
- Haiti.

Inga underarter finns listade i Catalogue of Life.